# Républicanisme à Monaco

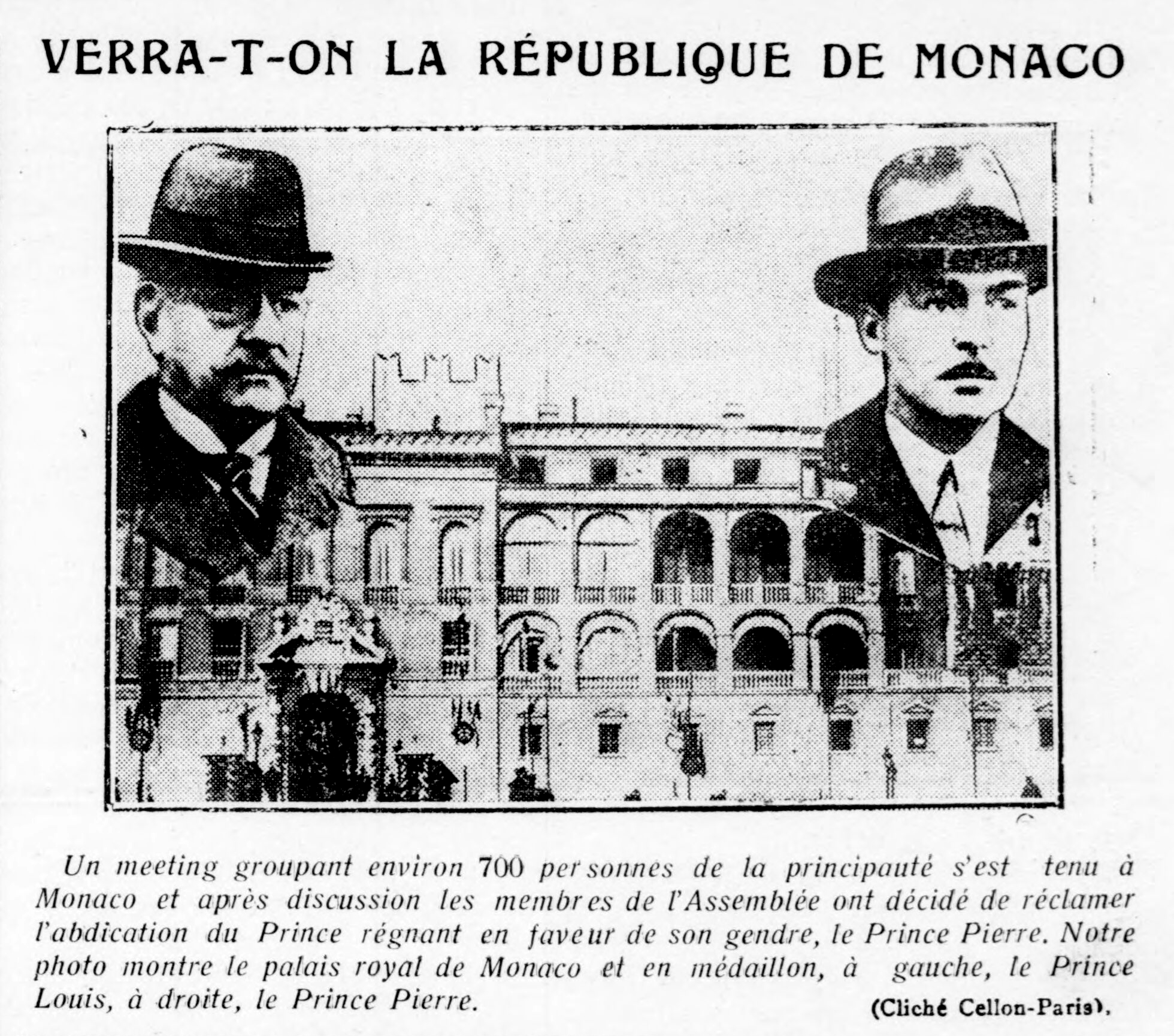
Article « Verra-t-on la république de Monaco » publié à la une du Cri de Marseille avec un photomontage (les princes Louis II et Pierre et le palais de Monaco), le 23 mars 1929, dans le cadre de la crise princière.

Le républicanisme à Monaco est un mouvement visant à changer le statut actuel de la principauté de Monaco d’une monarchie constitutionnelle en une république.

## Histoire
À la suite du Printemps des peuples monégasque qui voit la proclamation des villes libres de Menton et Roquebrune, un groupe mentonnais se serait mis en marche en 1849 vers le Rocher pour proclamer la république au palais même du prince, mais devant les canons monégasques, il fait demi-tour.
Durant révolution monégasque en 1910, le prince héréditaire Louis est envoyé par son père le prince Albert Ier pour discuter les bases d'une constitution et n'infirme pas, à cette occasion, l'hypothèse républicaine, d'après un envoyé spécial du Petit Journal. Le 10 décembre 1910, une rumeur fait entendre que le Conseil communal de Monaco aurait proclamé la république : elle se révèle être sans fondement, démentie par l'agence Havas,. Elle semble être le fait d'agitateurs alors que la population monégasque attend l'élaboration de la constitution.
D'autres velléités républicaines sont manifestées dans la principauté durant la crise princière de 1929,,. À la mi-mars, sept cents électeurs monégasques se rassemblent alors et, après de longues discussions, l'assemblée formée décide de réclamer l'abdication du prince Louis II en faveur du prince Pierre, son gendre,,. Ils proposent de le faire monter sur le trône pour une période d'essai de six mois, à l'issue de laquelle, en cas d'insatisfaction, ils proposent de jouer la « dernière carte », « assumer eux-mêmes les charges du gouvernement », soit une transformation de Monaco en république,. Se rendant aux funérailles du maréchal Foch le 26 mars 1929, d'après des bruits circulant parmi les Monégasques, le prince se serait entretenu avec le ministre français des Affaires étrangères, Aristide Briand, qui aurait signifié que la « France en a assez des troubles de Monaco et que plus tôt elle [Monaco] deviendra une république, mieux ce sera »,. Cette entrevue aurait probablement contribué au changement d'attitude du prince pour sortir de la crise.
À la Libération, les communistes monégasques — essentiellement « des croupiers, des employés des grands hôtels, de la Société des bains de mer » — sont divisés sur la question du sort de Monaco. Si certains prônent le rattachement à la France, d'autres, comme le secrétaire de l'Union des syndicats, imaginent une « République populaire de Monaco », effectivement proclamée en « août 1944 » bien qu'éphémère,,. En été 1946, une délégation française de passage dans la principauté offre l'occasion d'une visite secrète du ministre d’État Pierre de Witasse auprès de hauts fonctionnaires à Paris et des audiences du Conseil national tenues à huis clos, le tout dans un contexte d’inquiétudes financières : la situation laisse présager un climat de tensions envers les Grimaldi et d’après le journal Concorde, des membres du Conseil se seraient à cette période prononcés en faveur de l’instauration d’une République monégasque.
Début 1950, Georges de Bellegarde, descendant de l'une des branches de la maison Grimaldi, revendiquant le trône de Monaco, adresse une lettre à Vincent Auriol, président de la République française : se présentant comme le « chef du mouvement légitimiste », il lui demande de procéder à un plébiscite avec lequel les Monégasques se débarasseraient de la « lignée bâtarde » (celle du nouveau prince Rainier III, alors en exercice) et le proclameraient Georges Ier, « souverain-président de la république de Monaco ». La question républicaine est aussi prolongée à l'occasion du célibat prolongé de Rainier III dans les années 1950. D'après La Presse (France), « le Conseil [national] s'agite et l'on parle même de révolution ! Mieux, on cite déjà le nom du futur président de la république de Monaco » : Louis Aureglia-Cima, ancien maire de la commune de Monaco, alors président du Conseil national et à la tête d'un groupe de nationalistes monégasques qui rêvent, depuis la Libération, de « renverser la monarchie »,. À l'occasion de la crise parlementaire de 1955 et alors que le célibat de Rainier III se prolonge, le journaliste de La Stampa Giovanni Giovannini (it) estime que si la dynastie en venait à être dans une impasse, une république monégasque ne résisterait pas longtemps à une absorption française. À l'occasion d'une interview durant son règne, le prince commente ainsi une éventuelle république :

« Il y a eu des petits mouvements “existons sous la république de Monaco”, c'est une farce ! La notion existe chez certains. Et ceux qui en parlent le plus se voient en président de cette république. C'est ce qui les pousse à croire que la république de Monaco existerait et pourrait se maintenir. »

— Rainier III
Au XXIe siècle, il existe une petite catégorie de « citoyens monégasques (un peu) républicains » qui entretiennent « un rapport d'amertume avec la France », selon le journaliste Renaud Lecadre. Ces aspirations seraient toutefois contraires aux intérêts de la France puisque celle-ci préserve un contrôle sur Monaco à travers son régime princier : en témoignent les archives du ministère français des Affaires étrangères, qui indiquent que « la principauté existe parce qu'il y a un prince et non parce qu'il y a une nation monégasque » et que « nous avons voulu que le prince de Monaco soit un monarque absolu afin que notre emprise sur la principauté ne puisse pas être mise en cause [...] ».